# Georg Heibl
Georg Heibl (Neubeuern, 16 febbraio 1935) è un ex bobbista tedesco.

## Biografia
Viene ricordato come vincitore di una medaglia d'argento nella sua disciplina, ottenuta ai campionati mondiali del 1974 (edizione tenutasi a St. Moritz, Svizzera) insieme al connazionale Fritz Ohlwärter
Nell'edizione l'oro andò all'altra nazionale tedesca mentre il bronzo a quella svizzera. L'anno seguente sempre con Fritz Ohlwärter vinse un'altra medaglia d'argento.